# Camilo Cándido
Camilo Damián Cándido Aquino (Montevideo, 2 giugno 1995) è un calciatore uruguaiano, centrocampista dell'Atlético Nacional in prestito dal Cruz Azul.

## Caratteristiche tecniche
È un esterno sinistro.

## Carriera
Cresciuto nelle giovanili del Rampla Juniors, ha esordito il 7 giugno 2015 in occasione del match pareggiato 0-0 contro il Defensor Sporting.

## Statistiche

### Presenze e reti nei club
Statistiche aggiornate al 14 agosto 2023.
| Stagione                    | Squadra                     | Campionato                  | Campionato | Campionato | Coppe nazionali | Coppe nazionali | Coppe nazionali | Coppe continentali | Coppe continentali | Coppe continentali | Altre coppe | Altre coppe | Altre coppe | Totale | Totale | Totale |
| Stagione                    | Squadra                     | Comp                        | Pres       | Reti       | Comp            | Pres            | Reti            | Comp               | Pres               | Reti               | Comp        | Pres        | Reti        | Pres   | Reti   |        |
| --------------------------- | --------------------------- | --------------------------- | ---------- | ---------- | --------------- | --------------- | --------------- | ------------------ | ------------------ | ------------------ | ----------- | ----------- | ----------- | ------ | ------ | ------ |
| 2014-2015                   | Rampla Juniors              | PD                          | 1          | 0          |                 | -               | -               |                    | -                  | -                  |             | -           | -           | 1      | 0      |        |
| 2015-2016                   | Rampla Juniors              | SD                          | 21         | 0          |                 | -               | -               |                    | -                  | -                  |             | -           | -           | 21     | 0      |        |
| 2016                        | Rampla Juniors              | PD                          | 14         | 0          |                 | -               | -               |                    | -                  | -                  |             | -           | -           | 14     | 0      |        |
| 2017                        | Rampla Juniors              | PD                          | 34         | 0          |                 | -               | -               |                    | -                  | -                  |             | -           | -           | 34     | 0      |        |
| 2018                        | Rampla Juniors              | PD                          | 13         | 0          |                 | -               | -               |                    | -                  | -                  |             | -           | -           | 13     | 0      |        |
| 2019                        | Rampla Juniors              | PD                          | 9          | 1          |                 | -               | -               |                    | -                  | -                  |             | -           | -           | 9      | 1      |        |
| Totale Rampla Juniors       | Totale Rampla Juniors       | Totale Rampla Juniors       | 92         | 1          |                 | -               | -               |                    | -                  | -                  |             | -           | -           | 92     | 1      |        |
| 2020                        | Liverpool (M)               | PD                          | 19         | 0          |                 | -               | -               | CS                 | 4                  | 0                  | SU          | 1           | 0           | 24     | 0      |        |
| 2021                        | Liverpool (M)               | PD                          | 35         | 3          |                 | -               | -               | CL                 | 2                  | 0                  |             | -           | -           | 37     | 3      |        |
| Totale Liverpool Montevideo | Totale Liverpool Montevideo | Totale Liverpool Montevideo | 54         | 3          |                 | -               | -               |                    | 6                  | 0                  |             | 1           | 0           | 61     | 3      |        |
| 2021                        | Nacional                    | PD                          | 20         | 2          |                 | -               | -               | CL+CS              | 5+2                | 0                  | SU          | 1           | 0           | 28     | 2      |        |
| 2022                        | Nacional                    | PD                          | 33         | 3          |                 | -               | -               | CL+CS              | 5+4                | 1+0                |             | -           | -           | 42     | 4      |        |
| 2023                        | Nacional                    | PD                          | 20         | 1          |                 | -               | -               | CL                 | 5                  | 0                  | SU          | 1           | 0           | 26     | 1      |        |
| Totale Nacional Montevideo  | Totale Nacional Montevideo  | Totale Nacional Montevideo  | 73         | 6          |                 | -               | -               |                    | 21                 | 1                  |             | 2           | 0           | 96     | 7      |        |
| 2023                        | Bahia                       | A                           | 3          | 0          | CB              | 0               | 0               |                    | -                  | -                  |             | -           | -           | 3      | 0      |        |
| Totale carriera             | Totale carriera             | Totale carriera             | 222        | 10         |                 | 0               | 0               |                    | 27                 | 1                  |             | 3           | 0           | 252    | 11     |        |

## Palmarès

### Club

#### Competizioni nazionali
- Campionato uruguaiano: 2

Liverpool Montevideo: Intermedio 2019
Nacional: 2022
- Supercoppa uruguaiana: 2

Liverpool Montevideo: 2020
Nacional: 2021
- Súper Liga: 1

Atlético Nacional: 2025